# Queens (série télévisée, 2021)
Queens est une série télévisée américaine en treize épisodes de 42 minutes créée par Zahir McGhee et diffusée entre le 19 octobre 2021 et le 15 février 2022 sur le réseau ABC et en simultané sur le réseau CTV au Canada.
En France, elle est diffusée depuis le 19 janvier 2022 sur Disney+, et au Québec depuis le 31 août 2022 sur Elle Fictions. Elle reste inédite dans les autres pays francophones.

## Distribution

### Acteurs principaux
- Eve J. Cooper (VF : Fily Keita) : Brianna « Professeur Sex » Robinson
- Brandy Norwood (VF : Corinne Wellong) : Naomi « Xplicit Lyrics »
- Naturi Naughton (VF : Déborah Claude) : Jill « Da Thrill » Vilgo
- Nadine Velazquez (VF : Vanessa Van-Geneugden) : Valeria « Butter Pecan » Mendez
- Taylor Sele (VF : Diouc Koma) : Eric Jones
- Pepi Sonuga (en) (VF : Mélissa Bérard) : Lauren « Lil Muffin » Rice

### Acteurs récurrents
- Cam'ron : lui-même
- Precious Way (VF : Justine Berger) : Jojo[5]
- Felisha Terrell (en) (VF : Géraldine Asselin) : Tina Dubois[6]
- RonReaco Lee (VF : Jean-Baptiste Anoumon) : Jeff Robinson
- Alasdair Flagella (VF : Jonathan Gimbord) : Bébé
- Jennifer Haralson (VF : Charlotte Daniel) : Journaliste
- Rachael Markarian (VF : Kahina Tagherset) : Chantal
- Tu Morrow (VF : Alice Orsat) : Becky 'Cash Mermaid' Stanislovsky
- Da'Jon A. Porter (VF : Jean-Michel Vaubien) : Tarik
- Rana Roy (VF : Kahina Tagherset) : Alicia
- Emerson Brooks : Darren Vilgo
- Elaine del Valle : Valentina[7]
- Remy Ma : Zadie « Lady Z »
- Jose Moreno Brooks : Thomas[8]
- Gaius Charles : Rodrigo[9]

### Invités spéciaux
- Lucius Baston (en) : DJ Kool Red
- Charles M. Blow (VF : Rody Benghezala) : lui-même
- Hunter Burke (VF : Jérémy Bardeau) : Charlie
- Kim Director (VF : Laurence Charpentier) : Trish Pierce
- Tobias Truvillion (VF : Raphaël Cohen) : Frank Black

## Production

### Développement
En janvier 2021, ABC a commandé un pilote pour un drame musical intitulé Queens de l'écrivain et producteur exécutif de Zahir McGhee Scandal.
En mars 2021, il a été annoncé que Tim Story dirigerait l'épisode pilote.
Le 14 mai 2021, la série a reçu une commande de série, avec une date de première officielle le 19 octobre 2021.
Le 6 mai 2022, la série est annulée. Elle était au fond du classement des audiences parmi les quatre réseaux principaux.

### Casting
En février 2021, Eve J. Cooper a été choisie pour jouer le rôle de Brianna.
Plus tard ce mois-là, Naturi Naughton a décroché le rôle de Jill.
En mars, il a été annoncé que Pepi Sonuga incarnerait Lauren Rice.
Le 8 mars 2021, Brandy Norwood a été choisie pour le rôle de Naomi.
Le lendemain, Nadine Velazquez a été choisie pour Valeria, et le lendemain, Taylor Sele a été choisi pour Eric Jones.

### Fiche technique
Sauf indication contraire, les informations mentionnées dans cette section peuvent être confirmées par la base de données cinématographiques IMDb,  présente dans la section « Liens externes ».
- Titre original et français : Queens
- Création : Zahir McGhee
- Réalisation : Menhaj Huda, Stacey Muhammad, Tim Story, Crystle Roberson, Daniel Willis, Stacey Muhammad
- Scénario : Zahir McGhee, Heather Mitchell, Njeri Brown, Jordan Reddout, Gus Hickey, Tess Leibowitz, Mamoudou N'Diaye
- Casting : Kim Coleman, CSA
- Musique : 
  - Compositeur(s) : Adrian Younge
  - Compositeur(s) de musique thématique :
  - Thème d'ouverture :
- Production :
  - Producteur(s) : How My Hair Look, Windpower Entertainment, ABC Signature
  - Producteur(s) exécutive(s) : Zahir McGhee, Sabrina Wind, Tim Story
- Société(s) de production : Disney Platform Distribution, ABC
- Pays d'origine :  États-Unis
- Langue d'origine : Anglais
- Format :
  - Format image : 720p (HDTV), couleur - 1,78:1 - son Dolby Digital
  - Format audio : 5.1 surround sound
- Genre : Dramatique
- Durée : 42 – 45 minutes
- Date de première diffusion :
  - 19 octobre 2021 sur ABC.
  - 19 janvier 2022 sur Disney+
- Classification : déconseillé aux moins de 16 ans

Adaptation
Version française :
- Société de doublage : Dubbing Brothers
- Direction artistique : Marie-Laure Beneston
- Adaptation des dialogues : Nadine Giraud

 Source et légende : version française (VF) sur RS Doublage

## Épisodes
| Saisons | Saisons | Épisodes | Diffusion originale | Diffusion originale | Diffusion originale |
| Saisons | Saisons | Épisodes | Début de saison     | Fin de saison       | Chaîne d'origine    |
| ------- | ------- | -------- | ------------------- | ------------------- | ------------------- |
|         | 1       | 13       | 19 octobre 2021     | 15 février 2022     | ABC                 |

1. 1999
2. On vient du Queens (Heart of Queens)
3. Qui tu traites de garce ? (Who You Calling a Bitch?)
4. Tout n'est pas rose (Ain't No Sunshine)
5. Tout faire pour se faire remarquer (They Do Anything for Clout)
6. Dans l'ombre du trône (Behind the Throne)
7. Qui t'as flingué (Who Shot Ya)
8. Le Plan de Dieu (God's Plan)
9. La Tchatche (Bars)
10. Les Mauvaises filles (Nasty Girl Records)
11. I'm a Slave 4 U (I'm a Slave 4 U)
12. Le passé c'est le passé (Let the Past Be the Past)
13. 2022

## Accueil

### Critiques
Le site Web d'agrégateur d'avis Rotten Tomatoes a rapporté une cote d'approbation de 100 % avec une note moyenne de 8/10 basée sur 13 critiques.
Metacritic qui utilise une moyenne pondérée a attribué un score de 75 sur 100 sur la base de 7 critiques, indiquant « des critiques généralement favorables ».
Caroline Framke pour Variety a fait l'éloge de l'offre musicale du quatuor qualifiant leurs raps de « pointus et distincts […] montrant clairement leur talent à la fois en tant qu'individus et en tant que collectif fanfaron ».
Angie Han pour The Hollywood Reporter a qualifié l'émission de « Magie impressionnante […] somptueuse […] ».
Liz Shannon Miller pour Collider a déclaré avec enthousiasme que la série « pourrait devenir une dépendance pour les fans de longue date des stars, ainsi que pour les nouveaux venus sur la scène ».
Joel Keller pour Decider a estimé : « Il n'y a rien de révolutionnaire ou d'audacieux dans Queens, […] mais, à en juger par le premier épisode, c'est une mousse bien exécutée qui peut aller dans n'importe quelle direction dans laquelle McGhee et ses écrivains ont envie d'aller ».